# Виборчий округ 182
Виборчий округ 182 — виборчий округ в Херсонській області. В сучасному вигляді був утворений 28 квітня 2012 постановою ЦВК №82 (до цього моменту існувала інша система виборчих округів). Окружна виборча комісія цього округу розташовується в будівлі виконавчого комітету Суворовської районної в місті Херсоні ради за адресою м. Херсон, просп. Ушакова, 47.
До складу округу входять частини частини Дніпровського (окрім селищ Антонівка, Інженерне, Молодіжне та Наддніпрянське) і Суворовського (окрім села Степанівка) районів міста Херсон. Виборчий округ 182 межує з округом 130 на півночі, з округом 183 на сході, з округом 186 на півдні та з округом 183 на заході. Виборчий округ №182 складається з виборчих дільниць під номерами 650622-650653, 650662-650670, 650726-650768 та 650773-650783.

## Народні депутати від округу
| Ім'я                                  | Фото | Партія               | Скликання | Дата набуття повноважень | Дата припинення повноважень |
| ------------------------------------- | ---- | -------------------- | --------- | ------------------------ | --------------------------- |
| Сальдо Володимир Васильович           |      | Партія регіонів      | 7-ме      | 12 грудня 2012           | 27 листопада 2014           |
| Співаковський Олександр Володимирович |      | Блок Петра Порошенка | 8-ме      | 27 листопада 2014        | 29 серпня 2019              |
| Павліш Павло Васильович               |      | Слуга народу         | 9-те      | 29 серпня 2019           |                             |

## Результати виборів

### Парламентські

#### 2019
Кандидати-мажоритарники:
- Павліш Павло Васильович (Слуга народу)
- Сальдо Володимир Васильович (Опозиційна платформа — За життя)
- Федін Василь Вікторович (Опозиційний блок)
- Білецький Павло Сергійович (Голос)
- Співаковський Олександр Володимирович (самовисування)
- Голінько Сергій Сергійович (самовисування)
- Предместніков Олег Гарійович (Батьківщина)
- Літвін Валерій Валерійович (самовисування)
- Бондарук Анатолій Олександрович (Сила і честь)
- Ложичев Олександр Вікторович (Свобода)
- Мамедов Садіяр Мухтасович (самовисування)
- Стремоусов Кирило Сергійович (самовисування)
- Савіна Олена Вікторівна (Радикальна партія)
- Дмитрієв Сергій Миколайович (Самопоміч)
- Ткаченко Павло Павлович (самовисування)
- Герасимюк Сергій Сергійович (самовисування)
- Курілович Віктор Олексійович (самовисування)
- Райтаровський Микола Анатолійович (Воля)

#### 2014
Кандидати-мажоритарники:
- Співаковський Олександр Володимирович (Блок Петра Порошенка)
- Одарченко Юрій Віталійович (Батьківщина)
- Сальдо Володимир Васильович (самовисування)
- Мангер Владислав Миколайович (самовисування)
- Гірін Владлен Наумович (самовисування)
- Семененко Павло Борисович (Комуністична партія України)
- Ігнатенко Сергій Вячеславович (самовисування)
- Яценко Андрій Анатолійович (самовисування)
- Заболотний Олексій Владиславович (Опозиційний блок)
- Шелест Петро Григорович (Радикальна партія)
- Крицак Валентина Михайлівна (самовисування)
- Коваль Михайло Іванович (самовисування)
- Гостєва Олена Вікторівна (Нова політика)
- Чернишов Олексій Іванович (Національна демократична партія України)
- Базилев Олександр Володимирович (Українська республіканська партія)
- Дьяконов Геннадій Едуардович (Ліберальна партія України)

#### 2012
Кандидати-мажоритарники:
- Сальдо Володимир Васильович (Партія регіонів)
- Урсуленко Олексій Анатолійович (Батьківщина)
- Найдьонов Андрій Михайлович (Комуністична партія України)
- Мальцев Устин Валерійович (Україна — Вперед!)
- Захарченко Ігор Георгійович (самовисування)
- Ткач Олексій Олександрович (самовисування)

## Явка
Явка виборців на окрузі: